# Walther TPH
Die Walther TPH (TaschenPistoleHahn) ist eine halbautomatische Handfeuerwaffe der Carl Walther GmbH Sportwaffen. Im Juli 1969 startete die Produktion des neuen Modells TPH parallel zum auslaufenden Modell TP. Auch die TPH wurde in den Kalibern 6,35 mm Browning und .22 lfB angeboten. Sie sieht der PPK, abgesehen von der Größe, sehr ähnlich und folgt damit einem erfolgreichen und bewährten Design.

## Beschreibung
Es handelt sich um eine Pistole mit unverriegeltem Federmasseverschluss, wobei der Lauf, PPK-typisch, fest mit dem Rahmen verbunden und die Schließfeder um den Lauf angeordnet ist. Wie die PPK hat die TPH einen geschlossenen Rahmen mit Auswurffenster. Der einteilige Schlagbolzen wird durch die durchbrochene Sicherungswalze in Position gehalten und durchstößt sie mit dem hinteren Ende. Die Walze ist mit dem auf der linken Seite liegenden Sicherungshebel (60°-Sicherung) verbunden – ein System, das bereits am 7. November 1930 patentiert und in der PP und PPK verwendet wurde (vgl. Deutsches Reichspatent Nr. 578765). In gesicherter Position wird der Abzug vom Auslösemechanismus entkoppelt, sodass dieser in gesicherter Position ohne Wirkung durchgezogen werden kann.
Üblicherweise haben die TPH eine tiefschwarze, glänzende Oberfläche, die bei einigen Waffen einen violetten Schimmer aufweist. Spätere Modelle, insbesondere die späten .22er Pistolen, haben ein eher mattgraues Finish. Neben den Standardmodellen wurden auch eine Reihe von Luxusversionen sowie Jubiläumsmodelle angeboten. Zudem startete 1987 für den US-amerikanischen Markt die Produktion von Stainless-Ausführungen durch die US-amerikanische Firma Interarms. Diese Modelle weisen geringfügige Unterschiede im Gewicht, den Magazinen, der Verschlussfeder sowie der Visiermarken auf.
Während ihrer Bauzeit erfuhr die TPH nur drei Formänderungen:
- 1970 (ab SN 252 300): Abzugsklinke und Auslösehebel wurden geändert bzw. bei älteren Exemplaren nachgerüstet mittels Einbausatz „Einlage TPH 222 46 07“.
- 3/1986 (ab SN 295 730): Änderung des Magazinhalters durch zusätzlichen Stift
- TPH der späten Fertigung: Der Abzugsbügel kann nur dann zur Demontage der Pistole nach unten ausgeschwenkt werden, wenn zuvor das Magazin entnommen wurde.

Bei den Standardmodellen sind zwei verschiedene Beschriftungsvarianten der linken Schlittenseite bekannt. Die Modelle im Kaliber 6,35 mm Browning sowie Modelle in Kaliber .22 lfB bis etwa zur Seriennummer 300.000 haben eine zweizeilige Beschriftung:
Carl Walther Waffenfabrik Ulm/Do / Modell TPH Cal. 22l.r. (6,35 mm)
Späte Modelle in Kaliber .22 lfB ab Seriennummer 300.000 tragen hingegen eine vereinfachte, einzeilige Beschriftung:
TPH cal .22l.r.
Wesentlicher Unterschied der TPH-Varianten ist die Position der Seriennummer. Bei frühen Modellen findet sich die Seriennummer auf der rechten Griffstückseite hinter dem Abzug. Dann, zwischen 1970 und 1971 um Seriennummer 260.000 wechselte die Position auf die rechte Verschlussseite auf Höhe der Mündung. Die späten .22er Modelle ab etwa 300.000 haben die Seriennummer unterhalb der Auswurföffnung.
Die TPH wurde bis 1997 in einer Stückzahl von etwa 35.000 im Kaliber .22 lfB und etwa 20.000 im Kaliber 6,35 mm Browning produziert. Alle Waffen weisen eine sechsstellige Seriennummer oberhalb 250.000 auf. Späte .22er erreichen Seriennummern knapp über 300.000. Bei etwa 55.000 gebauten Waffen kann deswegen davon ausgegangen werden, dass die Waffen ohne Rücksicht auf das Kaliber durchgehend nummeriert wurden.

## Walther-Biss
Ein großer Nachteil aller kleinen Walther-Handfeuerwaffen ist der sogenannte „Walther Bite“. Wegen des knappen Abstands der führenden Hand zum bewegten Schlitten kann es bei langen Schussfolgen, zum Beispiel am Schießstand, zu Hautabschürfungen kommen.

## Bilder

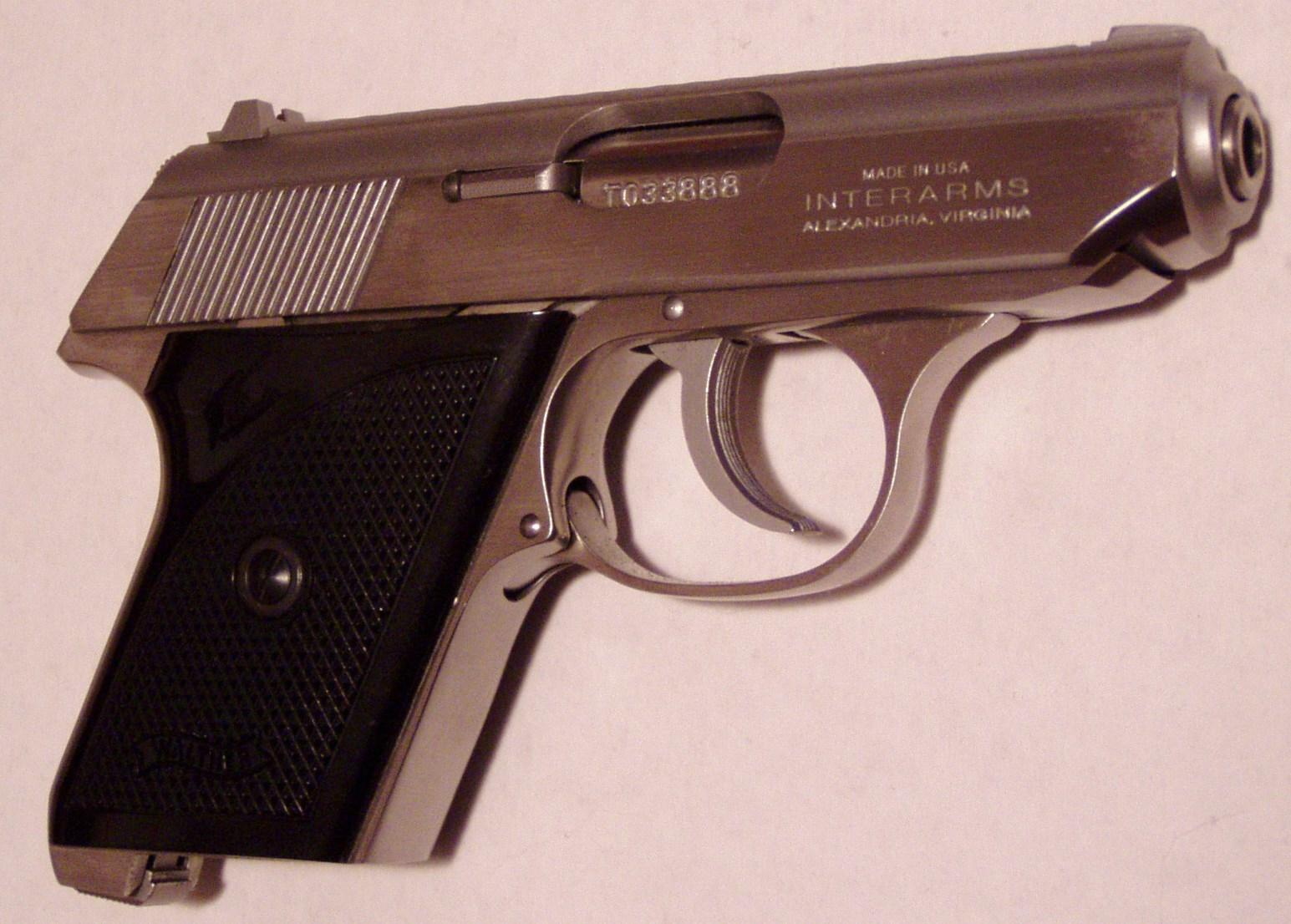
Rechte Seite
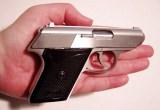
In der Hand
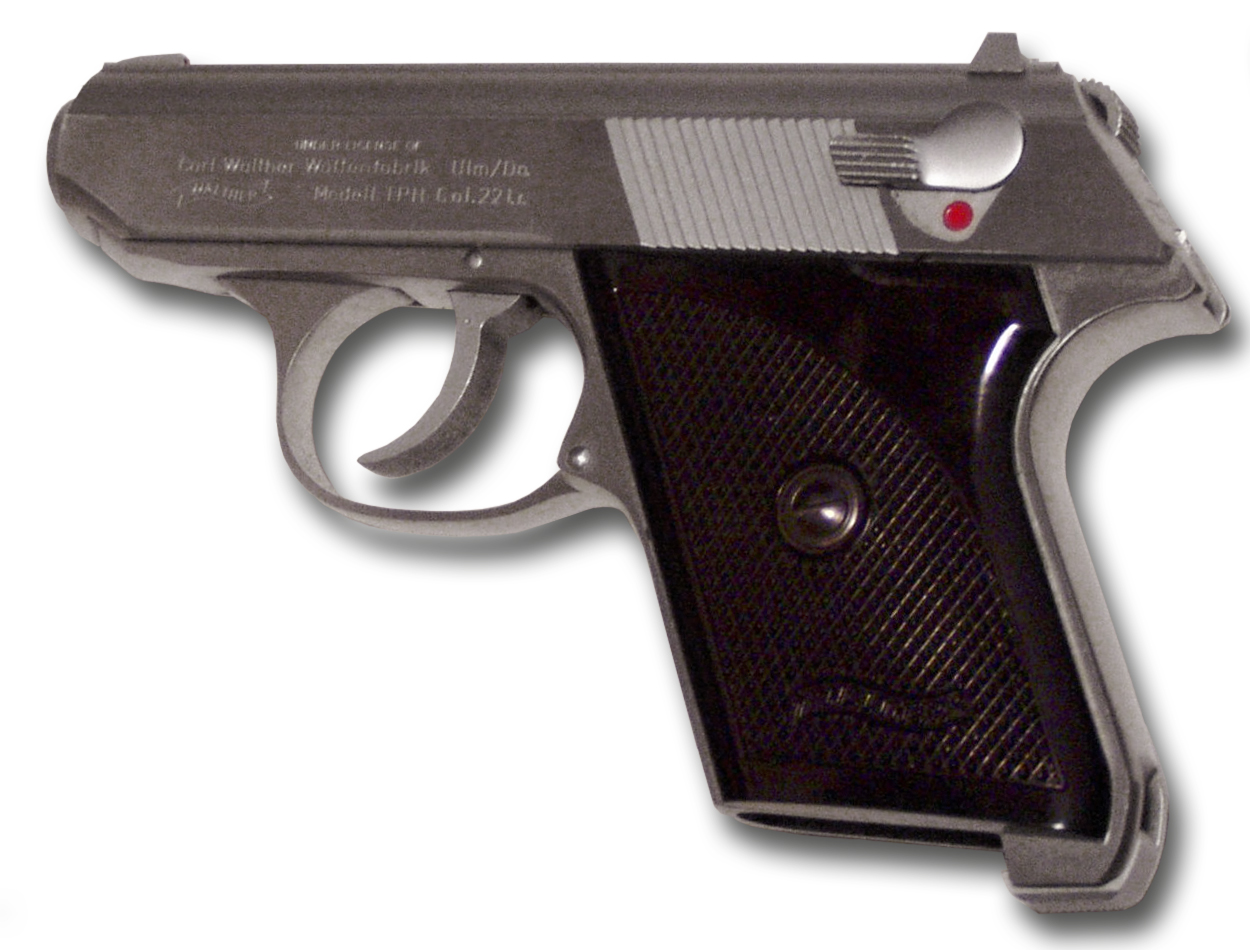
Linke Seite